# Die Macht des Zaubersteins
Die Macht des Zaubersteins (japanisch ふしぎの海のナディア, Fushigi no Umi no Nadia, deutsch etwa „Nadia vom Meer der Wunder“) ist eine 39-teilige japanische Anime-Fernsehserie des Studios Gainax. Der Serie folgte 1991 der Kinofilm Nadia – The Secret of Blue Water – The Movie, der nach der Handlung der Serie spielt.
Der Anime lässt sich in die Genre Abenteuer, Science Fiction und Comedy einordnen.

## Handlung
Der 13-jährige Erfinder Jean kommt 1889 mit seinem Onkel zur Weltausstellung nach Paris, um mit seinem selbstgebauten Flugzeug an einem Wettbewerb teilzunehmen. In Paris begegnet er Nadia, einer jungen Zirkusakrobatin, die stets vom kleinen Löwen King begleitet wird. Er verliebt sich in sie und rettet sie vor Grandis Granva und ihren beiden Helfern Hanson und Sanson, die es auf Nadias blauen Stein Blue Water abgesehen hat. Der Stein hat die Eigenschaft, Nadia anzuzeigen, wenn ihr Gefahr droht. Grandis und ihre Helfer bedienen sich bei ihrer Jagd des vielseitigen Roboters und Fahrzeugs Grakam, das von Hanson gebaut wurde.
Vor den drei Dieben fliehen sie aus Paris und landen mit ihrem Flugzeug bald im Atlantik, wo sie ein Schiff der US-amerikanischen Marine rettet. Dort treffen sie den Briten Ayerton und erfahren, dass das Schiff auf der Jagd nach einem Seeungeheuer ist, das schon viele Schiffe weltweit versenkt hat. Auch bis hier folgen ihnen Grandis und ihre Helfer, doch werden sie von der Marine gefangen. Als es zum Kampf gegen das Seeungeheuer kommt, gehen Nadia, Jean und die drei Ganoven von Bord. Sie werden vom Seeungeheuer aufgefangen, das sich als riesiges U-Boot herausstellt, Nautilus genannt. Doch verlassen sie die Nautilus bald wieder und landen auf einer Insel, wo Grandis erneut ihren Versuch fortsetzt Nadias Stein in ihren Besitz zu bringen.
Die Insel wird von einer geheimnisvollen Organisation kontrolliert, die die Bewohner zum Arbeitsdienst zwingt oder tötet und die über erstaunliche Technik verfügt. Nadia und Jean helfen dem Mädchen Marie, die ihre Eltern verloren hat, und nehmen sie auf. Bald wird Nadia von der Organisation gefangen genommen, die sich Neu-Atlantis nennt. Ihr Anführer Gargoyle will Nadias blauen Stein, doch diesen hat nun Jean. Dabei versucht er sie zu umschmeicheln und Jean zu erpressen. Doch als er den Turm von Babel, ein Gebäude im Zentrum des Komplexes auf der Insel, als Waffe benutzen will, können Jean, Grandis und deren Helfer, die sich verbündet haben, den Turm zum Einsturz bringen und Gargoyle und seine Organisation fliehen mit einem Luftschiff.
Die sechs stoßen wieder auf die Nautilus, deren Besatzung ebenso hinter Gargoyle her ist, um dessen Pläne zu vereiteln. So bleiben sie und werden Teil der Mannschaft. Der Kapitän des Schiffs, Kapitän Nemo, der auch einen blauen Stein besitzt, tut sich schwer mit den Kindern. Die erste Offizierin Electra kümmert sich um die Kinder, wird aber eifersüchtig auf Grandis, die sich in Nemo verliebt hat und nun in der Küche arbeitet. Der Ingenieur Hanson und der ehemalige Chauffeur Sanson werden als Angehörige der Mannschaft an Bord des U-Boots tätig, während Jean vor allem mit Erfindungen und dem Erkunden der Nautilus beschäftigt ist. Auch gibt es Konflikte mit Nadia, die nun ebenso in der Küche arbeitet, da sie als Vegetarierin die meisten Mahlzeiten nicht essen will und Jean kaum Zeit für sie hat. Marie freundet sich mit King an und sieht Jean und Nadia mehr und mehr als ihre Eltern an. Auf der Reise mit der Nautilus gelangen sie zum versunkenen Atlantis, wo die Opfer des Kampfes gegen Gargoyle begraben sind. Die Stadt wurde einst durch den ersten Turm von Babel zerstört. Nach einer Schlacht mit Gargoyle gelangen sie zum Südpol, wo sich die Basis der Nautilus befindet, um dort Reparaturen durchzuführen. Nemo weiht Jean und Nadia dort in verschiedenste Geheimnisse der Natur ein. Außerdem erfahren sie, dass Gargoyle im afrikanischen Königreich Tartessos die Macht an sich gerissen hatte und Nemo gegen ihn kämpfte. So wurde Tartessos zerstört und mit den Überlebenden begann der Kampf zwischen den beiden.
Bald kommt es zu einer weiteren Schlacht gegen Gargoyle, bei der dieser ein Luftschiff einsetzt. Die Nautilus wird versenkt, doch kurz nach Grandis, Hanson und Sanson können auch Nadia, Jean, Marie und King fliehen. Kurz vor ihrer Flucht erzählt ihnen Nemo, dass er Nadias Vater ist und 13 Jahre zuvor Gargoyles Superwaffe Nemos und Nadias Heimatland zerstört hat.
Sie landen bald darauf auf einer einsamen Insel, auf der sie nun allein überleben müssen. Dabei kommt es zu verschiedenen Konflikten, die aus Nadias Naturverbundenheit oder Jeans Technikvertrauen herrühren. Eines Tages treibt eine weitere Insel vorbei, auf der sie Grandis, Sanson, Hanson und Ayerton finden. Sie ziehen auf die schwimmende Insel um und müssen nun zu siebt dort auskommen.
Bald jedoch entdeckt Jean, dass die Insel eine Maschine ist. Als er Nadia ins Innere führt, wird sie dort von der Maschine verschlungen und die Insel beginnt zu tauchen. Doch kann Jean sie retten und sie fliehen mit Gratan nach Afrika, in dessen Nähe sie sich befinden. Nadia findet dort nun auch ihre Heimat, das zerstörte Tartessos. Doch dort werden sie bald von Gargoyle ausfindig gemacht, finden aber auch Nemo und seine Mannschaft wieder, die entgegen aller Erwartungen überlebt haben. Es wird nun offenbart, dass die Atlanter aus der Nebula-Galaxie stammen und vor Millionen Jahren auf der Erde strandeten. Hier gründeten sie eine neue Zivilisation und schufen dabei die Menschen als Sklaven für sich. Nun will Gargoyle die Menschen wieder zu Sklaven machen und es kommt erneut zum Kampf gegen ihn, den Nemo nun mit der neuen Nautilus bestreitet, einem Raumschiff der Atlanter, das 12.000 Jahre unter Tartessos lag. Doch kann Gargoyle Nadia entführen und beide blauen Steine in seinen Besitz bringen, wodurch er die Technologie der Atlanter kontrollieren kann. Sein Kaiser Neo von Atlantis stellt sich als Bruder von Nadia heraus; Nemo war der König von Tartessos. Doch Neo ist fast nur noch ein von Gargoyle gesteuerter Roboter. Nun begegnen sich alle im von Gargoyle kontrollierten atlantischen Raumschiff Red Noah. Zwar hat Gargoyle einen Vorteil, doch wird er von Neo verraten, der Nadia beschützen will. Diese verbraucht beide blauen Steine, um den von Gargoyle getöteten Jean wiederzubeleben. Schließlich wird klar, dass auch Gargoyle ein Mensch war und Nemo und Nadia die letzten Atlanter. Nemo stirbt, als Red Noah zerstört wird; die anderen können fliehen.

## Entstehung und Produktion
Die Macht des Zaubersteins ist angelehnt an Jules Vernes Roman 20.000 Meilen unter dem Meer sowie an Die geheimnisvolle Insel. Die Grundzüge der Handlung wurden von Hayao Miyazaki zunächst in den 1970er Jahren für Tōhō und NHK entwickelt, aber nicht verfilmt. Hayao Miyazaki entwickelte daraus später Das Schloss im Himmel und verwendete Ideen für Mirai Shōnen Conan.
Im August 1989 griff Hiroaki Inoue beim Studio Gainax das Konzept auf, für das NHK ebenfalls noch die Rechte besaß. Yoshiyuki Sadamoto und Mahiro Maeda arbeiten zunächst die Handlung und das Design weiter aus. NHK beauftragte das Studio mit der Produktion der Serie, deren absehbare Kosten Gainax jedoch vor Probleme stellten. Aufgrund eines Konfliktes innerhalb des Studios wurde Inoue das Projekt entzogen, woraufhin dieser Gainax verließ. Yoshiyuki Sadamoto und Hideaki Anno ergänzten Miyazakis Konzept um eigene Ideen, viele aus älteren Serien entlehnt, darunter viele Anspielungen. Grandis Granva, Hanson und Sanson entstammen den Gegenspielern aus der Serie Time Bokan von 1975. Auch hat Kapitän Nemo große Ähnlichkeit mit Captain Glovel aus Macross. Ursprünglich sollte Sadamoto die Produktion leiten, nach zwei Folgen wurde diese Aufgabe aber an Hideaki Anno übergeben. Bei den letzten Folgen führte Shinji Higuchi Regie. Das Charakterdesign stammt von Shunji Suzuki und Yoshiyuki Sadamoto und die künstlerische Leitung übernahmen Hiromasa Ogura, Hiroshi Sasaki und Masanori Kikuchi.
Die Animation wurde als Limited Animation ausgeführt, also Bewegung häufig durch Kameraführung und Bewegung der Bildebenen erzeugt anstatt durch sich verändernde Bilder. Davon wird zum Beispiel insbesondere in Folge 13 Gebrauch gemacht, in dem der Spaziergang von Marie auf Bahngleisen nur durch die Bewegung der Bildebene des Himmels und des Grases erzeugt wird. Dabei werden Bilder auch wiederverwendet.
Die Figur Nadia war zunächst mit erkennbar afrikanischer Herkunft angelegt, einer dunklen Hautfarbe und schwarzem krausen Haar. In der Serie sind aber ihre Haare glatt und die Haut nicht ganz so dunkel. Hideaki Anno begründet die Änderung der Haare damit, dass krause Haare schwieriger zu animieren seien und viele Animatoren damit Probleme hätten.
Nach der Produktion der Serie hatte Studio Gainax 80 Millionen Yen Schulden und hatte alle Rechte an der Serie an Toho und NHK abgetreten. Einzige Ausnahme sind die Rechte am Videospiel zur Serie.

## Veröffentlichung
Der Anime wurde vom 13. April 1990 bis zum 29. März 1991 durch den japanischen Fernsehsender NHK jeden Dienstag zur besten Sendezeit um 19:30 Uhr ausgestrahlt. Die Ausstrahlung der Serie in Japan wurde aufgrund der Berichterstattung über den Zweiten Golfkrieg von August 1990 bis Oktober 1990 unterbrochen.
Der Anime wurde auf Englisch durch The Anime Network, auf Französisch durch La 5 und auf Spanisch durch Telecinco ausgestrahlt. Außerdem erfolgten Übersetzungen ins Italienische, Arabische, Chinesische und Tagalog.
Die deutsche Erstausstrahlung lief von Februar 1996 bis April 1996 auf RTL II. Eine Wiederholung fand im Jahr 2001 statt. Für die deutsche Fernsehfassung waren wegen der Darstellung von Gewalt in den Folgen 1, 8, 38 und 39 Kürzungen vorgenommen worden. 2004 und 2005 wurde die Serie von OVA Films, zum Teil ungeschnitten, auf DVD veröffentlicht. Im Jahr 2017 veröffentlichte Nippon Art den Anime im deutschsprachigen Raum unter seinem internationalen Titel Nadia: The Secret of Blue Water erstmals auf BluRay.
Am 6. Dezember 2021 strahlte ProSieben Maxx die Serie erneut aus. Dabei wurde die ungeschnittene Fassung verwendet.

### Synchronsprecher
Die deutsche Synchronisation wurde angefertigt von der FFA Gruppe München, unter der Dialogregie und nach einem Buch von Susanna Sandvoss.
| Rolle        | Japanischer Sprecher (Seiyū) | Deutscher Sprecher         |
| ------------ | ---------------------------- | -------------------------- |
| Nadia        | Yoshino Takamori             | Beate Pfeiffer             |
| Jean         | Noriko Hidaka                | Hubertus von Lerchenfeld   |
| Kapitän Nemo | Akio Ōtsuka                  | Reinhard Brock             |
| Electra      | Kikuko Inoue                 | Alexandra Ludwig           |
| Gargoyle     | Motomu Kiyokawa              | Bernd Stephan Peter Musäus |
| Grandis      | Kumiko Takizawa              | Martina Duncker            |
| Sanson       | Ken’yū Horiuchi              | Oliver Mink                |
| Hanson       | Toshiharu Sakurai            | Jan Koester                |

### Musik
Die Musik der Serie wurde komponiert von Shirō Sagisu. Der Vorspanntitel Blue Water und das Abspannlied Yes! I will… stammen von Miho Morikawa.

## Episodenliste
Die Originalfassung wurde in Japan ab dem 13. April 1990 bei NHK ausgestrahlt. Der Sender RTL 2 präsentierte die komplette Serie 1996 erstmals im deutschen Fernsehen.
| Nummer | Originaltitel            | Erstausstrahlung Japan (NHK) | Deutscher Titel                 | Deutsche Erstausstrahlung (RTL 2) |
| ------ | ------------------------ | ---------------------------- | ------------------------------- | --------------------------------- |
| 1      | エッフェル塔の少女       | 13. April 1990               | Geheimnisvolle Nadja            | 23. Februar 1996                  |
| 2      | 小さな逃亡者             | 20. April 1990               | Notlandung                      | 26. Februar 1996                  |
| 3      | 謎の大海獣               | 27. April 1990               | Schiffbrüchig                   | 27. Februar 1996                  |
| 4      | 万能潜水艦ノーチラス号   | 4. Mai 1990                  | Kapitän Nemo                    | 28. Februar 1996                  |
| 5      | マリーの島               | 11. Mai 1990                 | Die mysteriöse Insel            | 29. Februar 1996                  |
| 6      | 孤島の要塞               | 18. Mai 1990                 | Das Bergwerk                    | 1. März 1996                      |
| 7      | バベルの塔               | 25. Mai 1990                 | Der Turm zu Babel               | 4. März 1996                      |
| 8      | ナディア救出作戦         | 1. Juni 1990                 | Das Ende von Atlantis           | 5. März 1996                      |
| 9      | ネモの秘密               | 8. Juni 1990                 | Kapitän Nemos Geheimnis         | 5. März 1996                      |
| 10     | グラタンの活躍           | 15. Juni 1990                | Minenfelder                     | 7. März 1996                      |
| 11     | ノーチラス号の新入生     | 22. Juni 1990                | Die neuen Rekruten              | 8. März 1996                      |
| 12     | グランディスの初恋       | 6. Juli 1990                 | Landgang                        | 11. März 1996                     |
| 13     | 走れ！マリー             | 13. Juli 1990                | Wo ist Mari?                    | 12. März 1996                     |
| 14     | ディニクチスの谷         | 20. Juli 1990                | In der Tiefe                    | 13. März 1996                     |
| 15     | ノーチラス最大の危機     | 27. Juli 1990                | Kampfunfähig                    | 14. März 1996                     |
| 16     | 消えた大陸の秘密         | 24. August 1990              | Atlantis                        | 15. März 1996                     |
| 17     | ジャンの新発明           | 31. August 1990              | Liebesgefühle                   | 18. März 1996                     |
| 18     | ノーチラス対ノーチラス号 | 7. September 1990            | Kurs auf den Südpol             | 19. März 1996                     |
| 19     | ネモの親友               | 14. September 1990           | Der Wal                         | 20. März 1996                     |
| 20     | ジャンの失敗             | 21. September 1990           | Jeans Fehler                    | 21. März 1996                     |
| 21     | さよなら …ノーチラス号   | 26. Oktober 1990             | Der Supermagnet                 | 22. März 1996                     |
| 22     | 裏切りのエレクトラ       | 2. November 1990             | Nadjas Vater                    | 25. März 1996                     |
| 23     | 小さな漂流者             | 9. November 1990             | Die einsame Insel               | 26. März 1996                     |
| 24     | リンカーン島             | 16. November 1990            | Auf sich gestellt               | 27. März 1996                     |
| 25     | はじめてのキス           | 30. November 1990            | Im Rausch                       | 28. März 1996                     |
| 26     | ひとりぼっちのキング     | 7. Dezember 1990             | Wo ist King?                    | 29. März 1996                     |
| 27     | 魔女のいる島             | 14. Dezember 1990            | Könige des Schreckens           | 1. April 1996                     |
| 28     | 流され島                 | 21. Dezember 1990            | Liebesbeweise                   | 2. April 1996                     |
| 29     | キング対キング           | 10. Januar 1991              | Das Rennen der Roboter          | 3. April 1996                     |
| 30     | 地底の迷路               | 25. Januar 1991              | Im Inneren der Insel            | 4. April 1996                     |
| 31     | さらば、レッドノア       | 1. Februar 1991              | Die unbekannte Stimme           | 5. April 1996                     |
| 32     | ナディアの初恋           | 8. Februar 1991              | Der Schatz                      | 8. April 1996                     |
| 33     | キング救助作戦           | 15. Februar 1991             | Der Großangriff                 | 9. April 1996                     |
| 34     | いとしのナディア         | 22. Februar 1991             | Ein Liebeslied und seine Folgen | 10. April 1996                    |
| 35     | ブルー・ウォーターの秘密 | 1. März 1991                 | Zukunftsängste                  | 11. April 1996                    |
| 36     | 万能戦艦Ν-ノーチラス号   | 8. März 1991                 | Die neue Nautilus               | 12. April 1996                    |
| 37     | ネオ皇帝                 | 29. März 1991                | Größenwahn                      | 15. April 1996                    |
| 38     | 宇宙（そら）へ …         | 5. April 1991                | Der letzte Kampf                | 16. April 1996                    |
| 39     | 星を継ぐ者 …             | 12. April 1991               | Die Entscheidung                | 17. April 1996                    |

## Videospiel
Für die Konsole Famicom erschien 1991 das Videospiel Nadia – The Secret of Blue Water, das ebenfalls von Gainax produziert wurde. Im Rollenspiel führt der Spieler eine Reihe von Charakteren durch mehrere Aufgaben.

## Musikvideos
Aus Szenen und Musik der Serie wurden zwölf Musikvideos zusammengestellt, die einen Charakter oder einen Aspekt der Serie zu einem Song thematisieren.

## Rezeption
In Japan wurde das Studio Gainax durch Nadia einem breiteren Publikum bekannt. Die Serie wurde ein großer Erfolg und stand bis in die Mitte der 1990er Jahre bei Umfragen an der Spitze der Beliebtheit unter Anime-Fans. Der Kritik, zu viel aus älteren Anime-Serien übernommen zu haben, entgegnete Hideaki Anno schon 1990 in einem Interview in der Animage, dass für andere Serien Jahre aufgewendet wurden, um etwas Neues, aber Langweiliges zu schaffen. Er wolle lieber einen interessanten Anime machen. Die Serie gewann den Animage Anime Grand Prix 1990.
Laut Thomas Lamarre zeigt die Serie durch häufigen Gebrauch von Limited Animation auch deren Qualitäten, da die Anwendung durch Hideaki Anno, der die Technik bis zum Äußersten ausreize, ein anderes Bewegungsgefühl schaffe, das sich jedoch den Handlungssequenzen anpasst. Dabei würden passende Bildwiederholungen Rhythmen hervorbringen, die der Full Animation gleichwertig sind. Die Animerica verspricht ein, im Gegensatz zum späteren Werk Neon Genesis Evangelion, befriedigendes Ende der relativ langen Serie. Die Serie habe großartige Charaktere, insbesondere Jean und Nadia. Die Entwicklung der Beziehung der beiden mache einen Großteil des Spaßes an der Serie aus. In The Complete Anime Guide wird die Serie als „brillant, lustig, [und] voller Action“ beschrieben. Fred Patten zählt die Serie zu den 13 bemerkenswerten Anime-Fernsehserien von 1985 bis 1999.
Die deutsche Zeitschrift Funime lobt die sich stetig entwickelnde Handlung, bei der nie das Gefühl einer Endlosserie aufkäme und die nicht in ein Schema verfalle. Die Charaktere seien vielschichtig und Gargoyle als Schurke glaubwürdig. Bedauert wird jedoch Synchronisation und Neuzusammenschnitt des Vorspanns in der deutschen Version. Dabei werde die Synchronisation im Laufe der Serie aber besser. Die Animania zählt Die Macht des Zaubersteins zu den Anime-Meilensteinen. So wird der Zuschauer mehrmals überrascht, die Handlung stecke voller Wendungen, und trotz der Dramatik bleibe ein sympathisch-humorvoller Unterton erhalten. Die Serie sei streckenweise sehr ernst und habe „eine sehr hintergründige Story, viel Action und Dramatik“. Die Animation sei, für diese Zeit, von überdurchschnittlicher Qualität. Die deutsche Synchronisation jedoch werde der Serie nicht immer gerecht, der deutsche Vorspann sei nicht gelungen.
Nach Veröffentlichung des Disney-Films Atlantis – Das Geheimnis der verlorenen Stadt 2001 sahen Animefans, insbesondere in den USA, viele Ähnlichkeiten zu Die Macht des Zaubersteins und Einflüsse der Serie auf den Film. Fred Patten vergleicht die Debatte mit der um Ähnlichkeiten von Kimba, der weiße Löwe und Der König der Löwen, die jedoch größere mediale Aufmerksamkeit bekamen. Regisseur Kirk Weise und andere an Atlantis Beteiligte stritten aber ab, dass die Serie einen Einfluss auf den Film genommen hat und dass ihnen Nadia überhaupt bekannt war. Patten führt dagegen viele Ähnlichkeiten zwischen beiden Werken an und hält es für unglaubwürdig, dass eine in Japan so erfolgreiche Serie den Disney-Studios nicht bekannt gewesen sein soll, obwohl dort Zeichentrickfilmproduktionen weltweit beobachtet würden und Hayao Miyazaki zu den bekannten Produzenten gehört.